# Gouvernement Siliņa
République de Lettonie
Kariņš II 
Le gouvernement Siliņa (en letton : Siliņa Ministru kabinets) est le gouvernement de la république de Lettonie depuis le 15 septembre 2023, sous la 14e législature de la Saeima.
Il est dirigé par la Première ministre Evika Siliņa. Il succède au gouvernement Kariņš II.

## Historique
Ce gouvernement est dirigé par la nouvelle Première ministre libéral-conservatrice, Evika Siliņa, ministre sortante du Bien-être social. Il est constitué et soutenu par une coalition entre la Nouvelle Unité (JV), Les Progressistes (PRO), et l'Union des verts et des paysans (ZZS). Ensemble, ils disposent de 52 députés sur 100, soit 52 % des sièges de la Saeima.
Il est formé à la suite de la démission du gouvernement Kariņš II, constitué d'une coalition entre la Nouvelle Unité, la Liste Unie (AS), et l'Alliance nationale (NA).

### Formation
Arturs Krišjānis Kariņš révèle le 14 août 2023 son intention de démissionner, évoquant des désaccords au sein de sa coalition en ciblant nommément les deux alliés de son parti. Deux jours plus tard, le conseil de la Nouvelle Unité soutient, à l'unanimité, la candidature d'Evika Siliņa comme candidate à la direction du gouvernement. À la suite d'un entretien le 24 août avec le président de la République, Edgars Rinkēvičs, elle est chargée par ce dernier de mettre sur pied un nouvel exécutif.
Le 1er septembre, la formatrice indique qu'elle a l'intention de forger une nouvelle majorité parlementaire avec Les Progressistes (P) et l'Union des verts et des paysans (ZZS). Elle dévoile douze jours plus tard la composition du nouveau gouvernement, dans lequel JV compte sept ministères, ZZS quatre et P trois, Arturs Krišjānis Kariņš étant rappelé comme ministre des Affaires étrangères.
La nouvelle équipe ministérielle obtient la confiance des députés le 15 septembre par 53 voix pour et 39 voix contre, bénéficiant en effet de la voix d'un député indépendant en plus des 52 députés de la nouvelle coalition. C'est la seconde fois, après Laimdota Straujuma entre 2014 et 2016, que le gouvernement letton est dirigé par une femme.

## Composition

### Initiale (15 septembre 2023)
- Par rapport au gouvernement Kariņš II, les nouveaux ministres sont indiqués en gras, ceux ayant changé d'attributions le sont en italique[9].

| Portefeuille | Nom | Nom | Nom                                           | Parti |
| --- | --- | --- | --------------------------------------------- | ----- |
| Première ministre |     |     | Evika Siliņa                                  | JV    |
| Ministre de la Défense |     |     | Andris Sprūds                                 | PRO   |
| Ministre des Affaires étrangères |     |     | Arturs Krišjānis Kariņš (jusqu'au 10/04/2024) | JV    |
| Ministre des Affaires étrangères |     |     | Evika Siliņa (intérim)                        | JV    |
| Ministre des Affaires étrangères |     |     | Baiba Braže (à partir du 19/04/2024)          | JV    |
| Ministre des Affaires économiques |     |     | Viktors Valainis (lv)                         | ZZS   |
| Ministre des Finances |     |     | Arvils Ašeradens                              | JV    |
| Ministre de l'Intérieur |     |     | Rihards Kozlovskis                            | JV    |
| Ministre de l'Éducation et de la Science |     |     | Anda Čakša                                    | JV    |
| Ministre du Climat et de l'Énergie |     |     | Kaspars Melnis (lv)                           | ZZS   |
| Ministre de la Culture |     |     | Agnese Logina (lv) (jusqu'au 17/06/2024)      | PRO   |
| Ministre de la Culture |     |     | Agnese Lāce (à partir du 20/06/2024)          | PRO   |
| Ministre du Bien-être social |     |     | Uldis Augulis                                 | ZZS   |
| Ministre des Transports |     |     | Kaspars Briškens                              | PRO   |
| Ministre de la Justice |     |     | Inese Lībiņa-Egnere                           | JV    |
| Ministre de la Santé |     |     | Hosams Abu Meri (en)                          | JV    |
| Ministre de la Protection de l'environnement et du Développement régional Ministre de l'Administration intelligente et du Développement régional (07/01/2024) |     |     | Inga Bērziņa (lv)                             | JV    |
| Ministre de l'Agriculture |     |     | Armands Krauze (lv)                           | ZZS   |

### Remaniement du 6 mars 2025
- Les nouveaux ministres sont indiqués en gras, ceux ayant changé d'attributions le sont en italique.

| Portefeuille                                                           | Nom | Nom | Nom                   | Parti |
| ---------------------------------------------------------------------- | --- | --- | --------------------- | ----- |
| Première ministre                                                      |     |     | Evika Siliņa          | JV    |
| Ministre de la Défense                                                 |     |     | Andris Sprūds         | PRO   |
| Ministre des Affaires étrangères                                       |     |     | Baiba Braže           | JV    |
| Ministre des Affaires économiques                                      |     |     | Viktors Valainis (lv) | ZZS   |
| Ministre des Finances                                                  |     |     | Arvils Ašeradens      | JV    |
| Ministre de l'Intérieur                                                |     |     | Rihards Kozlovskis    | JV    |
| Ministre de l'Éducation et de la Science                               |     |     | Dace Melbārde         | JV    |
| Ministre du Climat et de l'Énergie                                     |     |     | Kaspars Melnis (lv)   | ZZS   |
| Ministre de la Culture                                                 |     |     | Agnese Lāce           | PRO   |
| Ministre du Bien-être social                                           |     |     | Reinis Uzulnieks (lv) | ZZS   |
| Ministre des Transports                                                |     |     | Atis Švinka (lv)      | PRO   |
| Ministre de la Justice                                                 |     |     | Inese Lībiņa-Egnere   | JV    |
| Ministre de la Santé                                                   |     |     | Hosams Abu Meri (en)  | JV    |
| Ministre de l'Administration intelligente et du Développement régional |     |     | Inga Bērziņa (lv)     | JV    |
| Ministre de l'Agriculture                                              |     |     | Armands Krauze (lv)   | ZZS   |